# Tunísia medieval

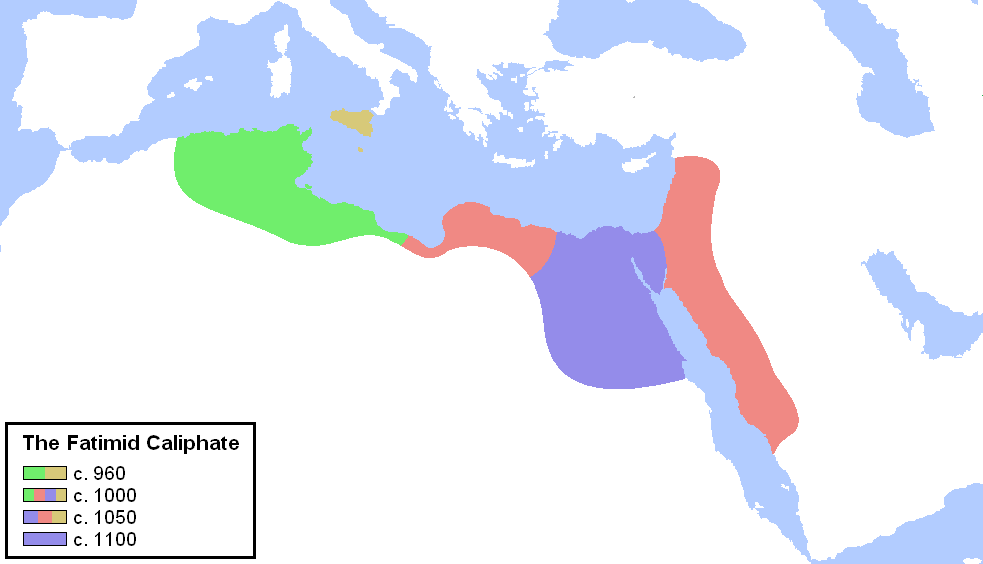
Mapa del Califat Fatimita

La Tunísia medieval es refereix a la història de l'actual estat de Tunísia durant l'època medieval. Aquesta comença quan els àrabs la conquereixen i adquireix un rol polític propi quan els amazics locals recuperen el control sobre Ifríqiya. El califa del Califat Fatimita va marxar cap als nous territoris que havien conquerit a Egipte deixant que la dinastia zírida governés la zona. Els zírides van trencar tots els lligams amb els fatimites i van abraçar les doctrines del sunnisme. En aquesta època, Tunísia va viure el desenvolupament urbanístic del país i l'aparició de grans pensadors com l'historiador i pare de la sociologia moderna, Ibn Khaldun.

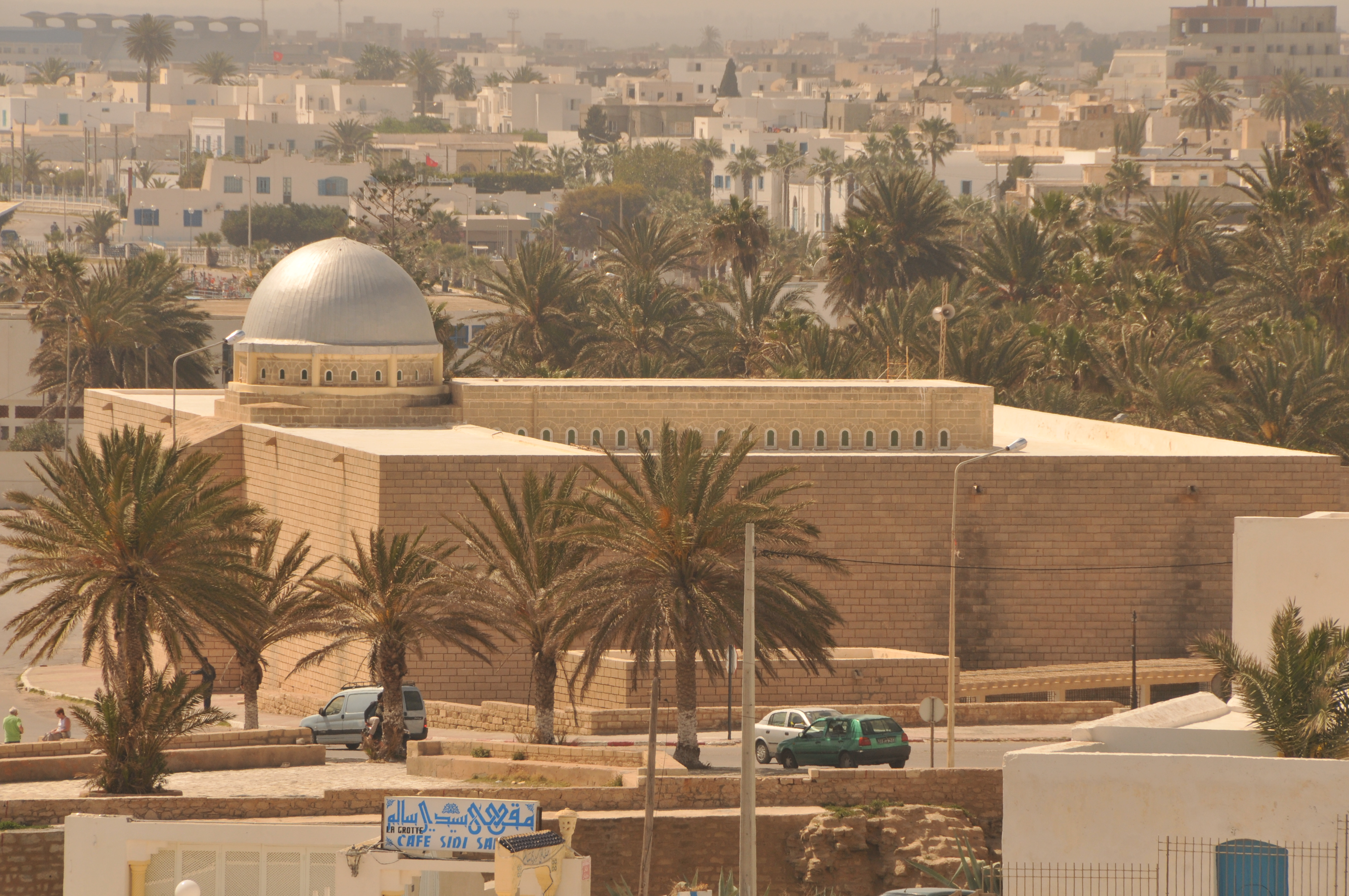
Gran Mesquita de Màhdia, construïda el 916

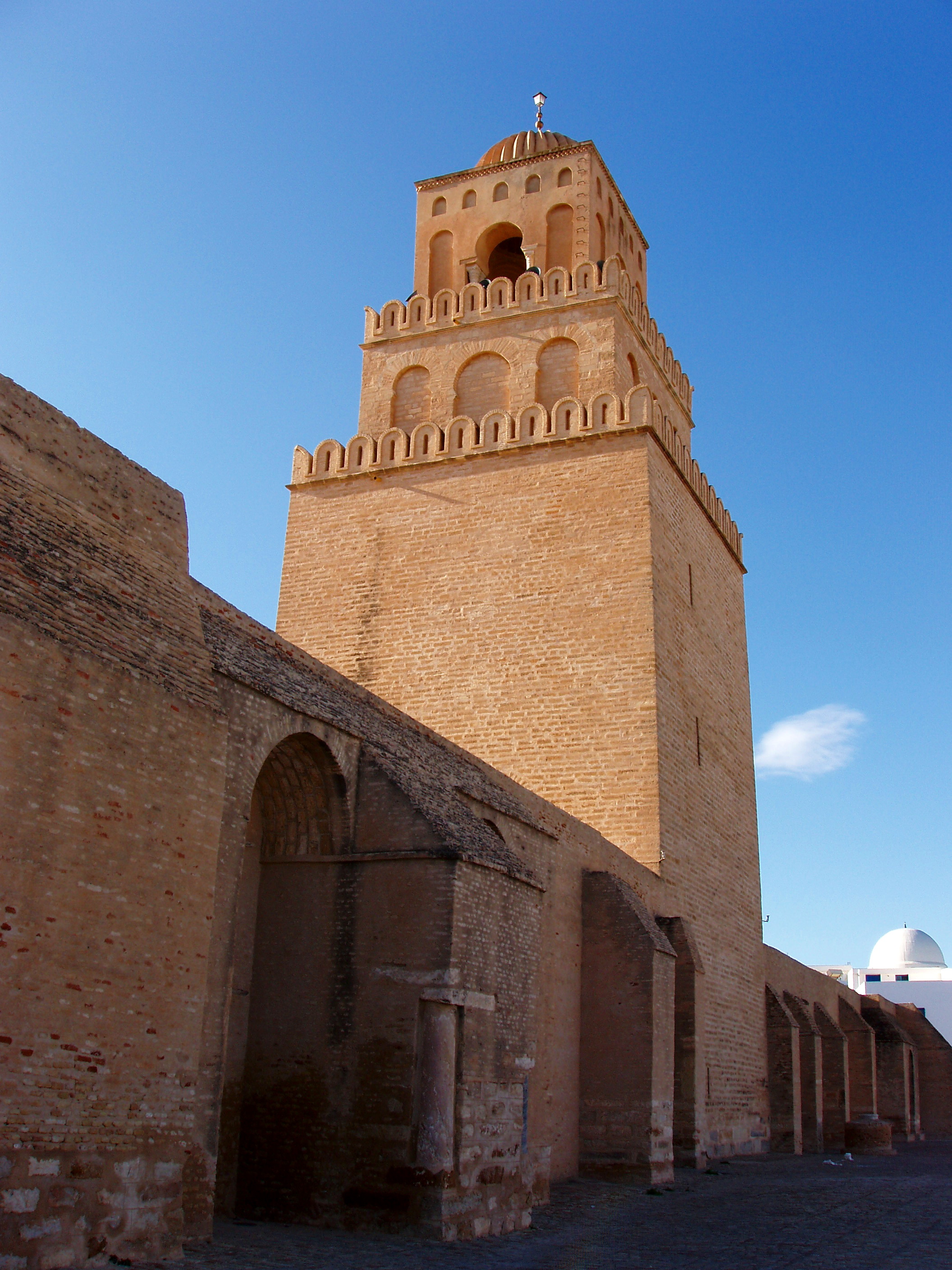
Minaret de la Gran Mesquita de Kairuan fundada el

## Invasions àrabs

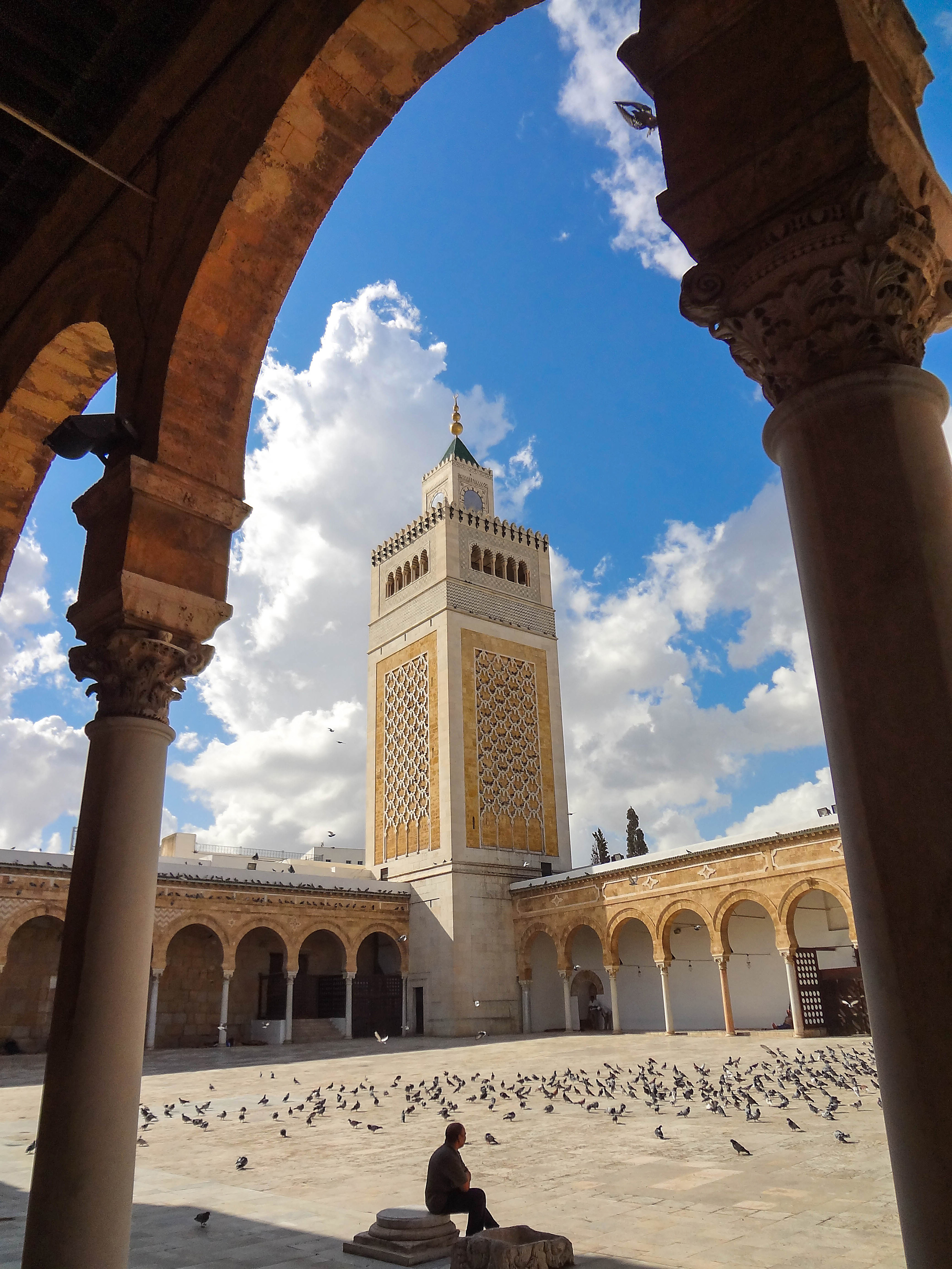
Gran Mesquita de Zitouna de Tunis, construïda el 731

Els àrabs van necessitar tres expedicions per a conquerir el territori de l'actual Tunísia. En aquest context, la islamització dels autòctons no fou uniforme i va tenir resistències, apostasies i es van adoptar sincretismes. L'arabització fou més lent encara que l'islamització.
L'any 647 llançaren la primera expedició. L'Exarque de Cartago Gregori fou batut a la batalla de Sufètula que va demostrar que l'Imperi Romà d'Orient tenia febleses. El 661 feren una segona expedició en la qual ocuparen Bizerta i el 670, la encapçalada per Uqba ibn Nafi fou la definitiva. En aquesta fundaren la ciutat de Kairuan que es va convertir en el centre del resta de les expedicions llançades contra i l'oest del Magrib. En aquesta hi construïren la Gran Mesquita de Kairuan que és considerada com un dels santuaris més antics i prestigiosos de l'occident musulmà. El 683 va fallar la invasió completa per l'assassinat d'Ibn Nafi i els romans d'Orient combatent els sarraïns a les portes de Kairuan. El 695 els àrabs van conquerir Cartago però els romans d'Orient la van tornar a prendre el 696. Finalment, però, la ciutat fou conquerida el 698.

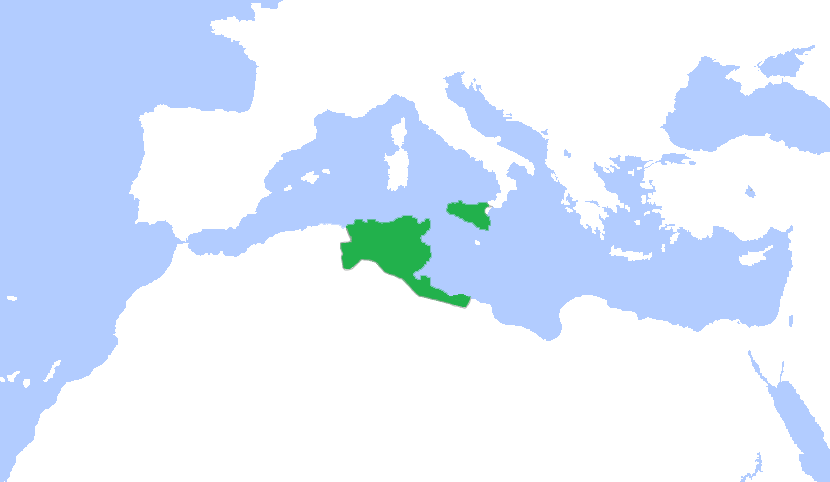
Extensió màxima del domini de la dinastia Aglàbida al

A diferència dels conqueridors més antics de la zona, els àrabs no van ocupar només la zona litoral, sinó que van penetrar a l'interior del país. Els amazics, després d'una resistència activa, amb la derrota de Kàhina, es van convertir a l'islam. Tot i això, no van acceptar l'assimilació i molts no van acceptar la religió dominant i es van adherir al kharigisme una heretgia que havia nascut a l'Orient i que proclamava la igualtat de tots els musulmans sense distinció de races ni de classes. Fins al 750 la regió de l'actual Tunísia va ser una província omeia.

## Període aglàbida
El 799 Ibrahim ibn al-Aghlab, governador de Mzab fou enviat pel califa Harun ar-Raixid perquè restablís l'ordre a Ifríqiya, ja que els amazics s'havien revoltat. El 800 el califa va delegar en aquest el seu poder en la regió i li va atorgar el títol d'emir. Instal·lant-se a Kairuan, fa fundar la dinastia dels Aghlabides que va durar fins al 909.
Ifríqiya, en aquesta època va viure una època de prosperitat i va esdevenir un centre cultural important degut a l'arribada de poblacions àrabs. A més, els aghlabides es van dotar d'una flota important.

## Dinastia fatimita

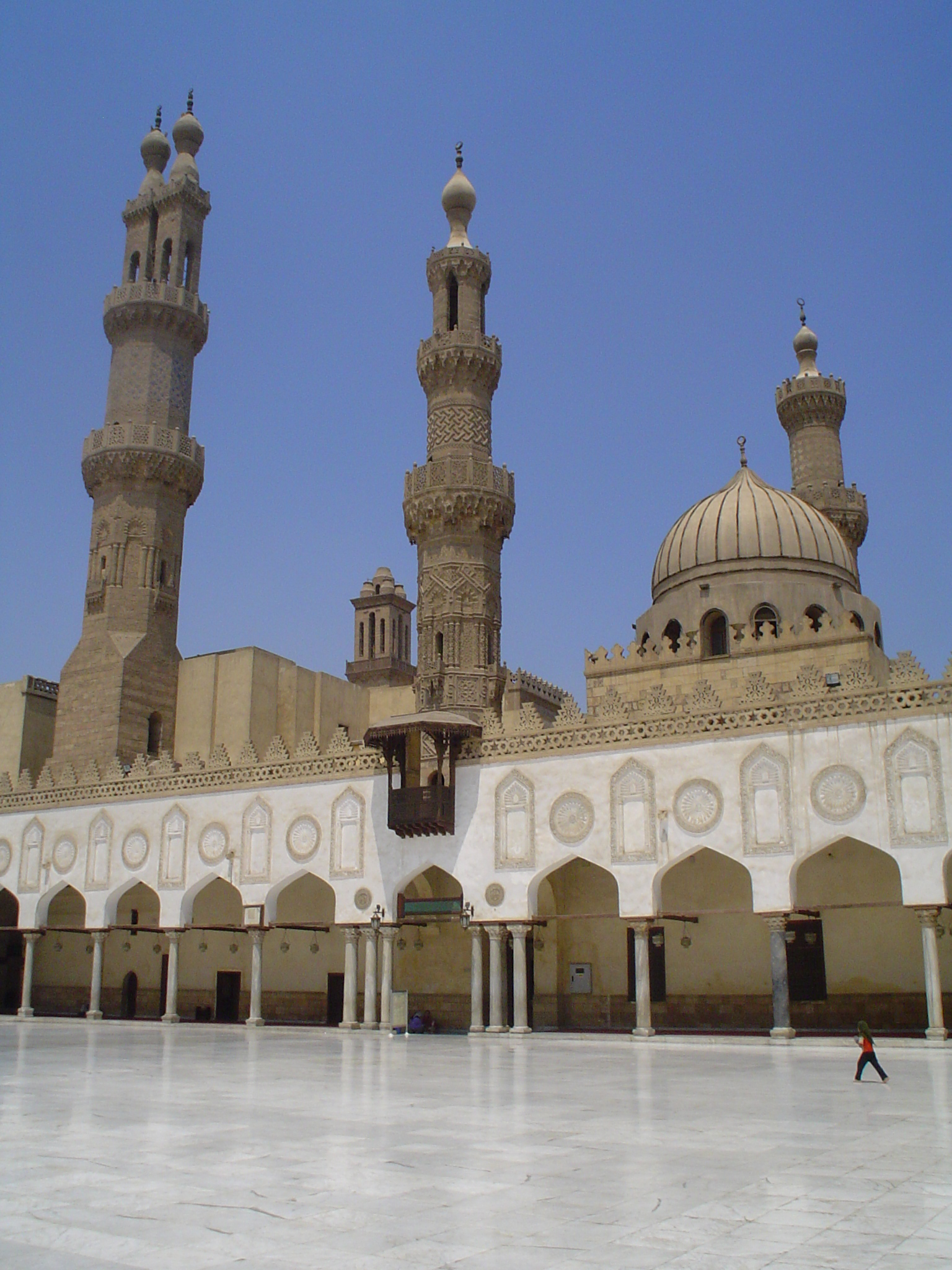
Pati de la Mesquita Al-Azhar del Caire. Els minarets són posteriors als fatimides.

A principis del segle x els amazics de la tribu dels Kutames que havien estat convertits a l'islam per Abu-Abd-Al·lah aix-Xií van enfrontar-se a la dominació aghlabide i van conquerir Ifríqiya des de la Petita Kabilia. El desembre del 909, l'imam Ubayd-Al·lah al-Mahdí es va declarar descendent de Fàtima az-Zahrà (filla de Mahoma) i es va proclamar cap i imam de Tuníssia. Així, va fundar la xiita dinastia fatimita i va declarar que els abbàssides i els califes omeyes, que eren sunnites, eren usurpadors del poder. En aquest any van conquerir Kairuan i es van apoderar de tot el país. L'any següent es va proclamar un nou califat que va situar la seva capital a la nova ciutat de Mahdia. Al-Mansur, el tercer califa va tornar a transferir la capital a Kairuan i el 948 va conquerir Sicília. El país va continuar progressant, tot i que aquesta fou frenada per la insurrecció kharigista encapçalada per Abou Yazid. El setembre de 945 els insurgents van ocupar i saquejar Túnis. Al mateix temps, Mahdia estava assetjada i els soberans fatimites no recuperaren la seva salut fins a la intervenció del príncep ziride Bulugguín ibn Ziri que va restablir la pau a Ifríqiya. El 973, al-Muïzz li-Din-Al·lah, quart sobirà fatimita va instal·lar el seu govern al Caire i va confiar el govern d'Ifríqiya a Bologhine ibn Ziri.

## Període zírida i hammadita

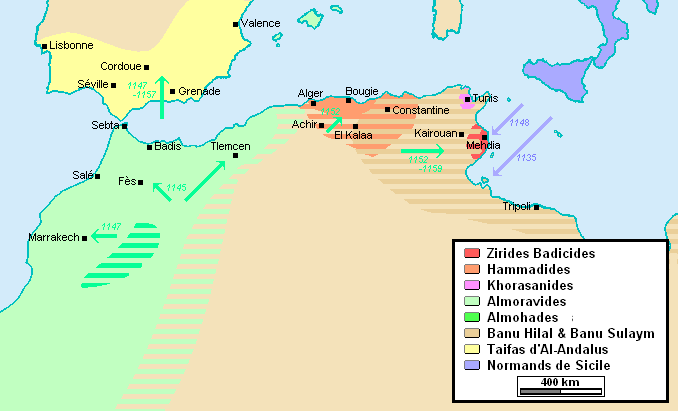
Mapa del Magrib després de les invasions hilalianes i les incursions normandes a la primera meitat del

Des d'aquell moment, els zírides, primer amb la capital a Kairuan i posteriorment a Mahdia, es van anar independitzant lentament. Tot i això, després d'un període de pau, el seu regne va viure lluites internes que anunciaven la decadència i el desmembrament de la dinastia. El 1007 es va produir la ruptura entre Badis ibn al-Mansur i el seu oncle Hammad ibn Bulugguín. Aquest últim va afirmar la seva independència dels zírides i va fundar la dinastia dels Hammadides, que va continuar sent rival de l'anterior durant molts anys.
El 1048 el zírida al-Muïzz ibn Badis va rebutjar l'obediència als fatimites i va restablir el sunnisme a tot Ifríqiya. Llavors, el califa abbàssida li va atorgar el títol de "comandant dels creients a tot el Maghreb". Trencant amb el seu sobirà fatimita, va inaugurar una època d'emancipació dels amazics i aquesta decisió va provocar la ira del califa Al-Mustànsir que va fer que les tribus nòmades dels Hilalians els ataquessin.

Kalâa dels Béni Hammad a l'actual Algèria, declarat Patrimoni de la Humanitat per la UNESCO

Kairuan, que havia estat fortificada, va resistir durant cinc anys aquest atac abans d'ésser ocupada. Únicament unes poques ciutats costaneres de l'actual Tunísia van escapar a la destrucció. Aquesta invasió es va caracteritzar per una introducció difusa de famílies senceres que van trencar l'equilibri tradicional entre nòmades amazics i sedentaris de les ciutats. Això fou seguit per un mestissatge de la població. En l'àmbit polític, va desaparèixer la dinastia zírida i el país va caure en l'anarquia.

## Període khurassànida
Lentament el petit regne de Tunis va anar prosperant i va retrobar la pau sota el govern dels Banu Khurasan, tot i que els atacs dels hilaliens van provocar nombrosos episodis de fam. A banda de Tunis, que vivia en una relativa estabilitats, els altres ports d'Ifríqiya van caure sota la dominació dels normands de Sicília. En aquesta època, en les muntanyes de l'Alt Atles marroquí, en el si de la tribu amaziga dels Masmoudes va néixer la dinastia almohade sota l'impuls del xeïc Ibn Túmart. Alguns anys més tard, el successor, deixeble i amic del Mahdi, Abd-al-Mumin ibn Alí va prendre el títol de califa i va emprendre la conquesta del Maghreb des de Marrakech.

## Regne d'Àfrica

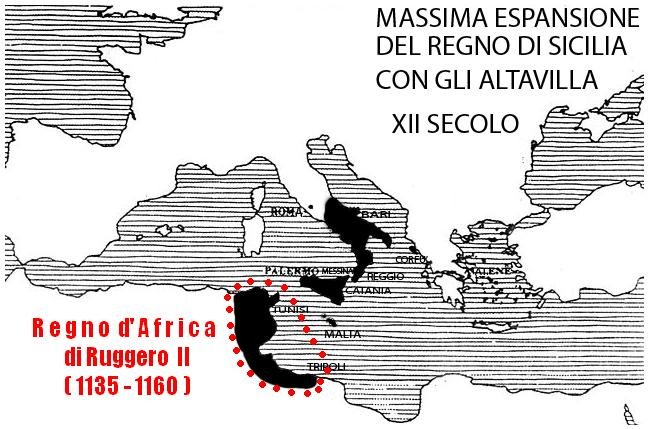
El Regne d'Àfrica marcat en vermell dins el regne de Sicília de Roger II el 1160

A partir del primer terç del segle xii el territori de l'actual Tunísia fou atacada regularment pels normands del regne de Sicília. El 1135 el rei Roger II de Sicília va conquerir Gerba i el 1148 van ocupar Mahdia, Sussa i Sfax, amb el que els normands ja dominen les principals ciutats costaneres d'Ifríqiya.
El regne d'Àfrica fou una extensió de la frontera ítalo-normanda en l'antiga província romana d'Àfrica que correspon a l'actual Tunísia i a parts de l'actual Algèria i Líbia.
La conquesta siciliana d'Ifríqiya va començar en el regnat de Roger II. Els sicilians van instal·lar guarnicions militars en les ciutats principals, van protegir els cristians de la zona i van encunyar monedes. L'aristocràcia local van mantenir el poder, ja que els normands van deixar els afers civils sota el seu comandament. Les relacions econòmiques entre Sicília i Ifríqiya, que ja eren abundants, es van reforçar. Sota el regnat de Guillem I de Sicília, el regne d'Àfricà va passar ales mans dels almohades (1158-1160). El 1180 va finalitzar la pau normando-almohade.

## Moviments islàmics amazics

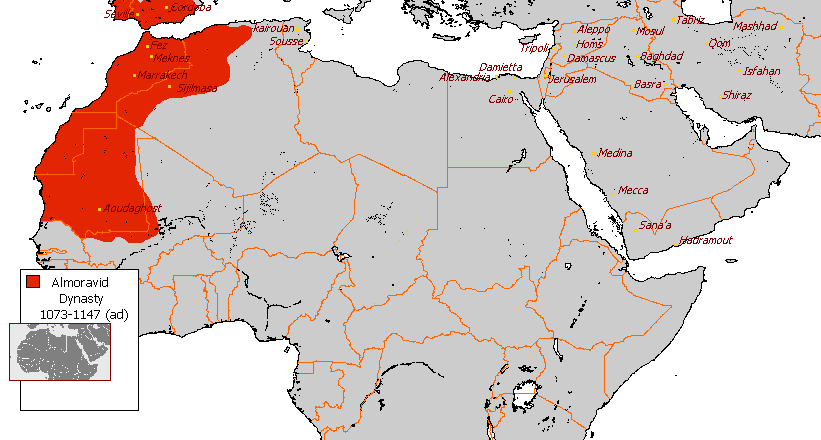
Mapa de l'Imperi Almoràvid 1073-1147

Entre les tribus amazigues van aparèixer dos moviments religiosos forts al Magreb medieval: els almoràvids (1056-1147) i els Dinastia almohades (1130-1269). El professor Jamul Abun-Nasr va comparar aquests moviments amb els kharigites del segles VIII - IX ja que aquests moviments religiosos van atacar l'statu quo de l'ortodòxia islàmica i van cercar fundar un estat en el que la política estigués dominada per l'islam. Aquests moviments islamistes es comparen amb el wahhabisme de l'època contemporània.
Els almoràvids van iniciar un moviment islamiste entre els amazics sanhadja en els deserts remots del sud-oest del Magrib. Al cap d'un segle aquest moviment va perdre la seva cohesió i força i va caure en decadència. Els almoràvids van governar un gran imperi des de la seva capital, Marrakech; aquest anava des de Mauritània a l'Àndalus però mai van aconseguir incloure-hi Ifríqiya.
Els almohades foren un altre moviment islàmic amazic que fou fundat per la tribu Masmuda. Van derrotar i agafar el lloc dels almoràvids i també van fer un gran imperi que aquesta vegada va aconseguir abraçar també Ifríqiya.

## Dinastia almohade

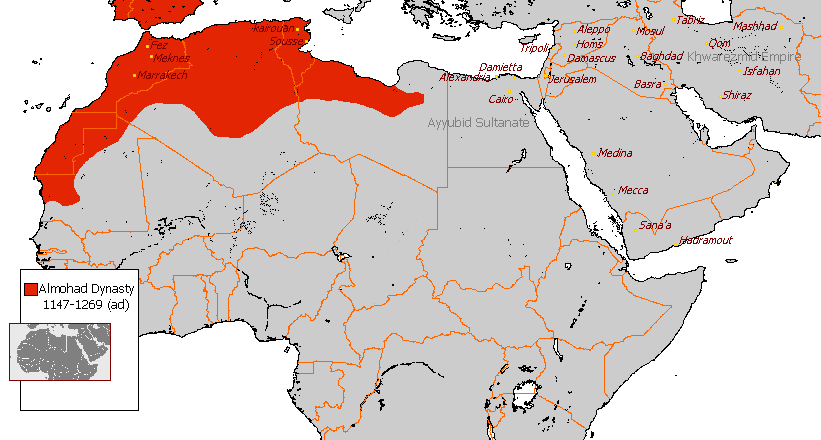
Imperi Almohade (1147-1269) en la seva extensió més gran

### Mahdi dels Unitaristes
El moviment almohade (en àrab al-Muwahhidun, els unitaristes) va governar en el Magrib des del 1130fins el 1240 segons la zona (i al Marroc fins al 1275). Aquest moviment fou fundat per Ibn Túmart, membre de la tribu amaziga masmuda, a la zona de l'Atles de l'actual Marroc i en va esdevenir el mahdí. El 1218 va tornar al Magrib de la Meca, on va rebre la influència d'Abu-l-Hàssan al-Aixarí i Abu-Hàmid al-Ghazalí. Túmart fou un líder carismàtic que propugnava una consciència interior de la Unitat de Déu. Va propugnar una reforma puritana que va fundar una comunitat radical que va lluitar contra els seus dominadors, els almoràvids.
Ibn Túmart va crear una jerarquia que transcendia a la lleialtat ètnica i que replicava l'organització del període del profeta Mahoma a Medina.

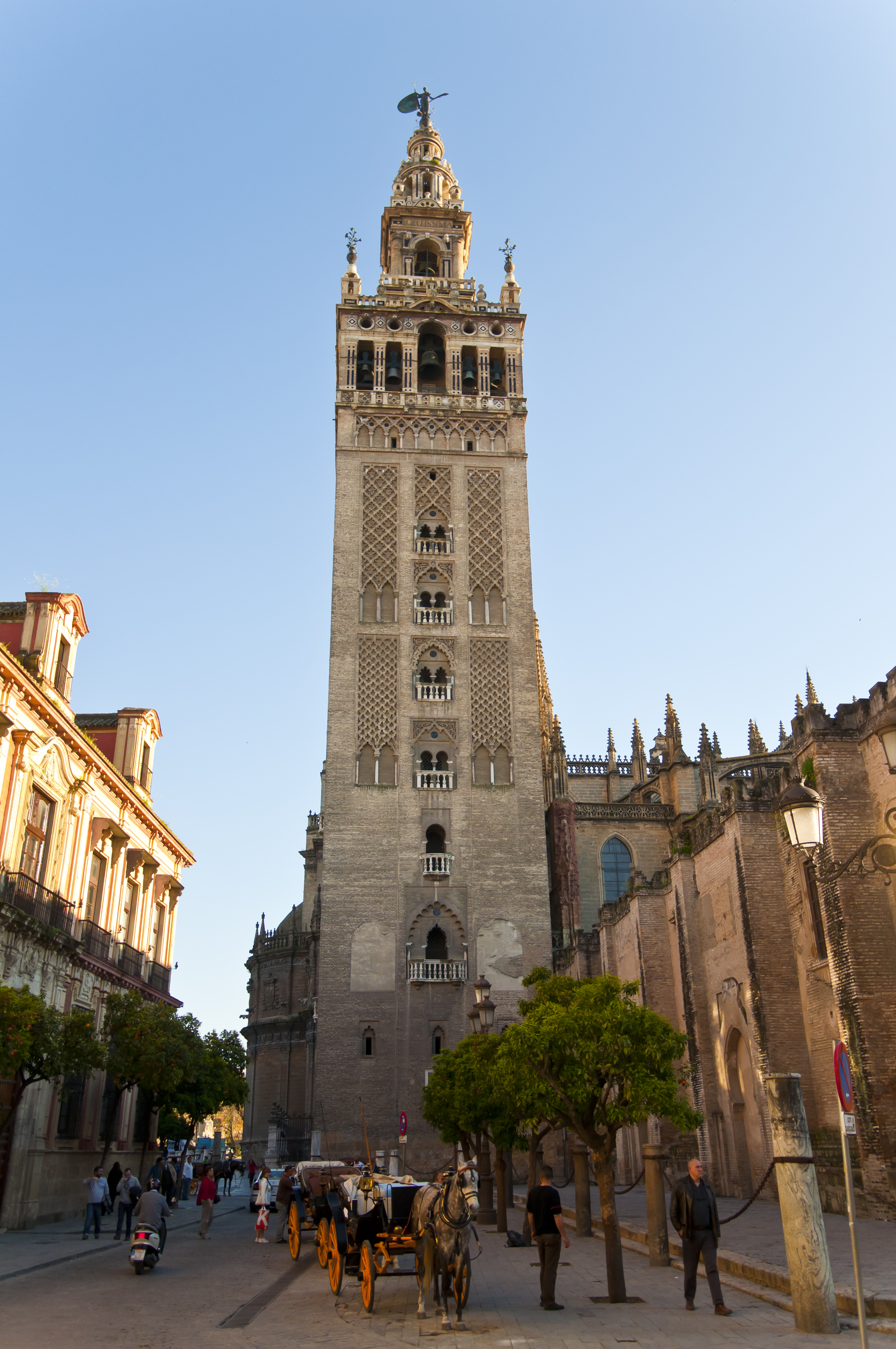
Torre de la Giralda de Sevilla

Ibn Túmart també va promoure una llei i una moral islàmica radical que desplaçava aspectes del costum amazic. Així, va beneficiar a l'escola Zahirita enfront de l'escola Maliki.

### Imperi del Magrib Unit
Després de la mort d'Ibn Túmart, Abd-al-Mumin ibn Alí va esdevenir califa almohade el 1130, cosa que el va convertir en el primer califa que no era àrab. Aquest va començar a atacar els almoràvids des del 1147 al Marroc. Després van ocupar l'Àndalus. Abd-al-Mumin va organitzar l'estat almohade sota el govern de la seva família i va crear una comunitat islàmica al Magrib unificada sota la base dels ensenyaments d'Ibn Túmart.
Al mateix temps, l'anarquia que hi havia a Ifríqiya la va fer objectiu del regne normand de Sicília que la va ocupar entre el 1134 i el 1148. Sota el govern d'Al-Mu'min, els almohades van atacar el Magrib oriental i van fer fora els cristians. El 1152 van prendre la ciutat de Bugia (a Algèria oriental) que estava governada pels hammàdides sanhages. Van prendre les ciutats de Tunis i de Mahdia i van fer retirar els cristians el 1160. Tot i l'expulsió política dels cristians, a les ciutats costaneres d'Ifríqiya van continuar-hi havent comerciants europeus.

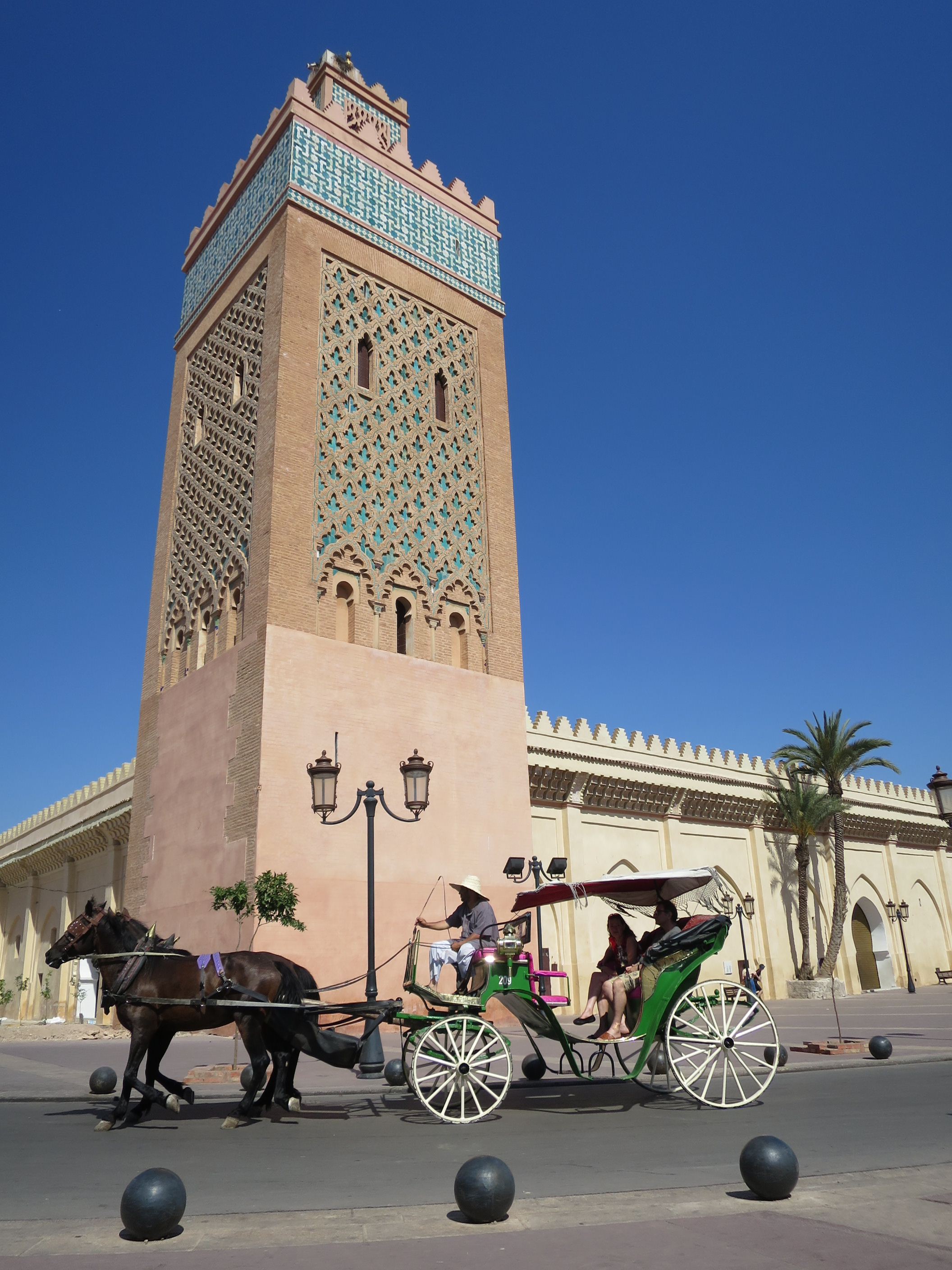
Mesquita Moulay El Yazid de Marrakech

Amb la conquesta de Tunis, Mahdia i posteriorment de Trípoli, l'estat almohade va aconseguir arribar des de Marroc a Líbia, cosa que va fer que tot el Magrib estigués unit per primera vegada governat per autoritats polítiques locals. Encara vint anys després, el 1184 la revolta de Banu Ghàniya a les illes Balears que es reclamaven com a hereus dels almoràvids va causar problemes severs al règim almohade.

### Religió i cultura
Els almohades van discriminar l'escola islàmica Maliki.
A la cort almohade, establerta a Marrakech, hi van destacar filòsofs com Ibn Tufayl de Granada, Averrois de Còrdova i el teòleg sufí murcià Ibn al-Arabí. En aquesta època es va construir la Giralda de sevilla i es va introduir l'arc apuntat.
Quan l'imperi almohade es va desfer, van perdre la majoria de l'Àndalus excepte el Emirat de Granada, al Marroc els van succeir la Dinastia marínida i a Ifríqiya els Hàfsides.

## Dinastia hàfsida

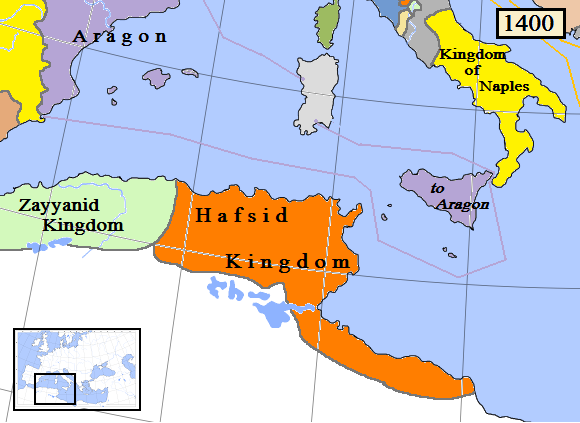
L'Ifríqiya hàfsida (que incloïa Constantina i Tarabulus) i els estats veïns al voltant del 1400

Entre el 1230 i el 1574 l'actual Tuníssia fou governada per la dinastia Hàfsida, que va succedir a la dinastia Almohade. Els hàfsides reclamaven ser els hereus espirituals verdaders del seu fundador, el mahdi Ibn Túmart. La Tuníssia hàfsida fou reconeguda durant un breu període com el califat de l'islam. En aquesta època l'actual Tunísia va recuperar la primacia cultural del Magrib.

### Cronologia política
Abu Hafs 'Umar Inti havia estat un membre dels Deu (cercle íntim) del mahdi Ibn Túmart i fou una figura important del moviment almohade. El seu fill, 'Umar al-Hintati fou nomenat pel califa Muhammad an-Nasir com a governador d'Ifríqiya el 1207, càrrec que va ocupar fins a la seva mort el 1221. El seu fill, net d'Abu Hafs fou Abu Zakariya.

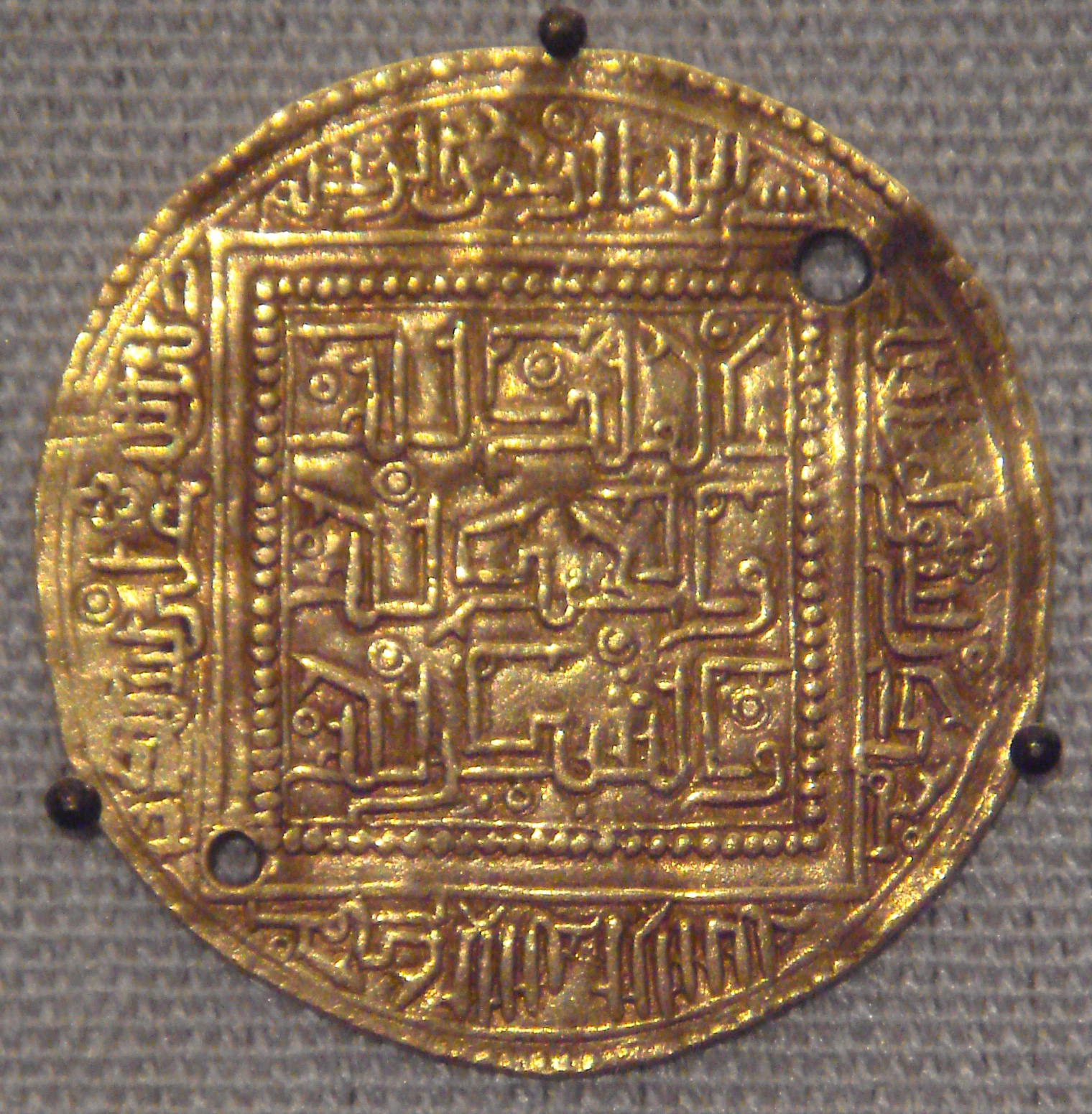
Monedes hàfsides de Bugia

Abu-Zakariyyà Yahya I (1203-1249) va servir als almohades coma governador de Gabès i de Tunis. El 1229, Abu Zakariya va declarar la seva independència atorgant-se el títol d'Emir iniciant la dinastia hàfsida. Després d'assegurar el domini del seu territori, va capturar la Tripolitana (1234), Alger (1235) i Tlemcen (1242). També va consolidar el seu domini sobre les confederacions amazigues. L'estructura de govern de l'estat hàfsida va seguir el model almohade, amb una jerarquia estricte i una forta centralització. La successió d'Abu Zakariya va reconèixer que la dinastia hàfsida fou l'únic estat que mantenia les tradicions almohades. A més van començar relacions dipolomàtiques amb Frederic II de Sicília, Venècia, Gènova i el Regne d'Aragó.
El fill d'Abu Zakariya, Muhàmmad al-Mustànsir, fou reconegut com a Califa per la Meca i tot el món islàmic entre el 1259 i el 1261 després de la destrucció del califat abbàssida feta pels mongols el 1258.
El govern hàfside seguia el model almohade i estava regit per una jerarquia molt rigorosa. L'emir estava aconsellat pels Deu, que estava compost per xeïcs almohades. A sota seu hi havia l'assemblea dels Cinquanta. Els primers hàfsides tenien un censor, el mazwar que supervisava el rànquing dels xeïcs. Al principi hi havia tres ministres: de l'exèrcit (comandant i logística), de finances (comptabilitat i tasses) i d'estat (policia i correspondència). Amb el pas del temps, el Hajib va augmentar el seu poder i va esdevenir el primer majordom del palau i intermediari entre l'emir i el seu gabinet, cosa que el convertia en primer ministre. A les províncies hi havia governadors que normalment eren part de les oligarquies locals. Els xeïcs tribals eren al mateix temps representants del govern central i caps de la seva tribu.

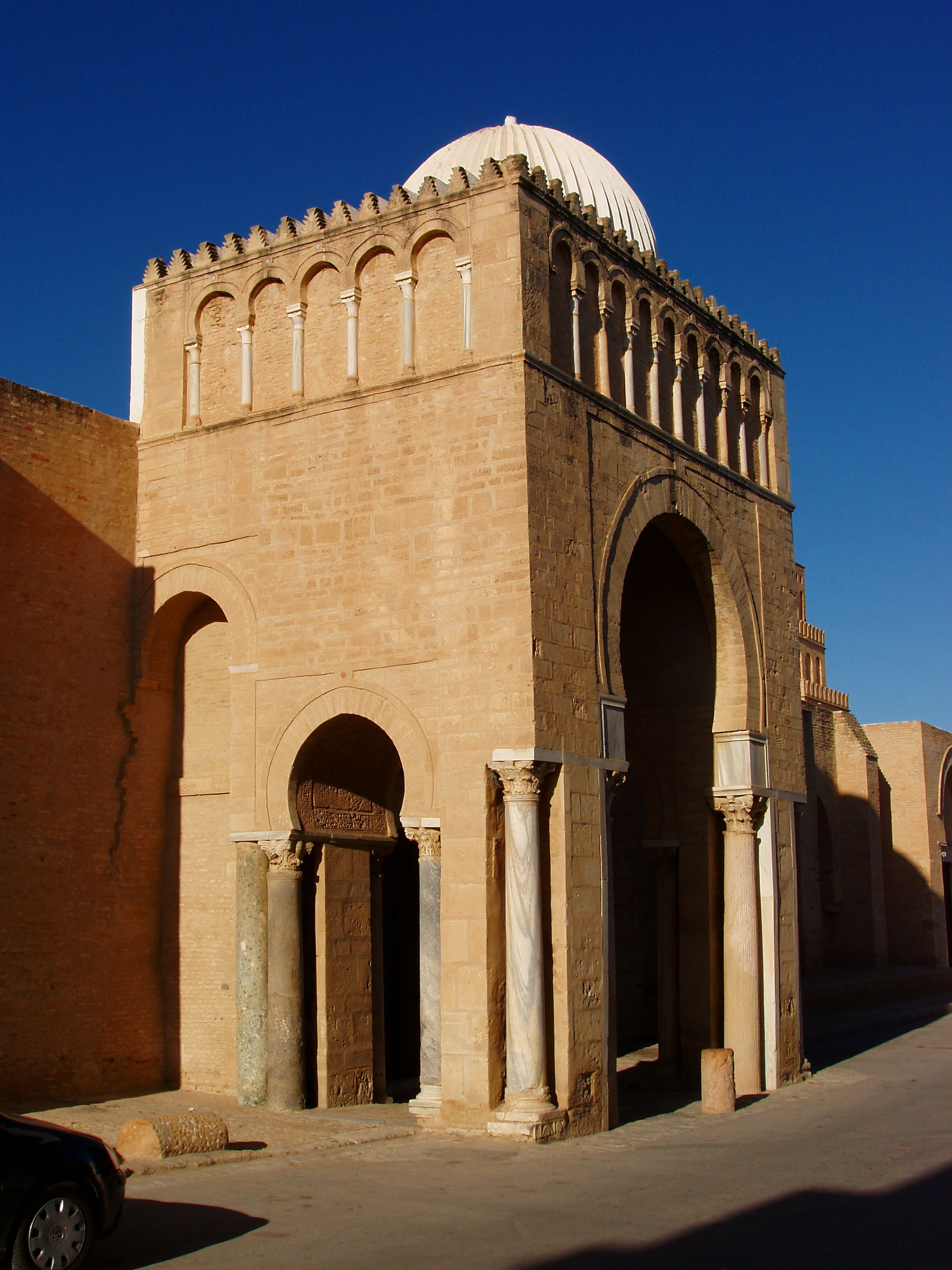
Gran Mesquita de Kairuan de finals del

El 1270 el rei Lluís IX de França, germà del rei de Sicília va atacar Tunis i va devastar la seva zona agrària. Posteriorment la influència hàfsida va minvar degut a l'augment del poder de la dinastia marínida de Fez, que van conquerir i perdre Tunis dues vegades, al 1347 i el 1357. Tot i això, en aquesta època hi va haver dos grans governats hàfsides, Abu Faris (1394-1434) i el seu net Abu 'Amr 'Uthman (1435-1488).
Finalment, la dinastia hàfsida va viure desfetes internes al mateix temps que hi va haver una lluita entre els espanyols i l'Imperi Otomà pel domini del Mediterrani. Finalment, el 1574 Ifríqiya fou incorporat a l'Imperi Otomà.

### Societat i cultura
L'escola maliki torna a ser la més important en el Magrib després de la fi de l'imperi almohade. Durant el segle xiii el malikisme es va liberalitzar degut en part a la influència iraquiana.
Durant el segle xiii van continuar arribant a l'actual Tunísia àrabs beduïns. Aquests van ser al mateix temps influents i problemàtics degut a la seva habilitat guerrera. La llengua àrab es va convertir en la preponderant, excepte en les zones amazigoparlants. Les zones urbanes es van desenvolupar de manera molt diferent de les rurals, on les tribus tenien autonomia a canvi del seu suport en les lluites inter-magribines. Aquesta autonomia de les tribus feia que la perifèria encara romania forta i resilient.
En aquesta època va continuar la immigració de jueus i musulmans de l'Àndalus a Ifríqiya, sobretot després de la caiguda del Regne de Granada el 1492. Aquests immigrants van provocar un desenvolupament de les arts. En el volum 41 de la enciclopèdia d'Ahmad al-Tifasi de Tunis es parla de la música i la poesia andalusina en el capítol Muta'at al-Asma' fi 'ilm al-sama' (Plaer de les orelles en l'art i la música).
Com a resultat d'una prosperitat inicial, Al-Mustansir va transformar la capital, Tunis, construint un palau i el parc Abu Fihr. També va crear una finca a prop de Bizerta, de la que Ibn Khaldun deia que no en tenia cap d'igual arreu del món. Amb el sistema de madrasses es va proveir d'educació a la població. El sunnisme va esdevenir preponderant. Els xeics sufís van començar a assumir autoritat religiosa. Va florir la poesia i l'arquitectura. En aquell moment Tunísia va assolir el lideratge cultural del Magrib.

### Comerç intern i extern

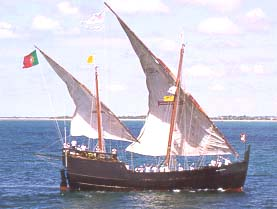
Reconstrucció moderna d'una caravel·la que s'utilitzava en el comerç a través del Mediterrani a començaments del

Durant el principi de l'època hàfsida, el Magrib va viure una prosperitat general degut al desenvolupament del comerç transsaharià i el comerç amb els europeus encara va jugar un rol més important. Es van desenvolupar pràctiques comercials en benefici mutu. Els comerciants cristians mantenien consolats en les ciutats portuàries del nord d'Àfrica.
Els principals ports comercials eren: Tunis, Sfax, Mahdia, Gerba i Gabés (a l'actual Tunísia), Orà, Bugia i Annaba (a l'actual Algèria) i Trípoli (a l'actual Líbia). En aquests es pagava una taxa d'entre el 5 i el 10 % a les importacions. El servei duaner de Tunis estava altament burocratitzat i jerarquitzat. Estava governat per un funduq que negociava acords comercials, signava tractats i jutjava les disputes amb els estrangers.

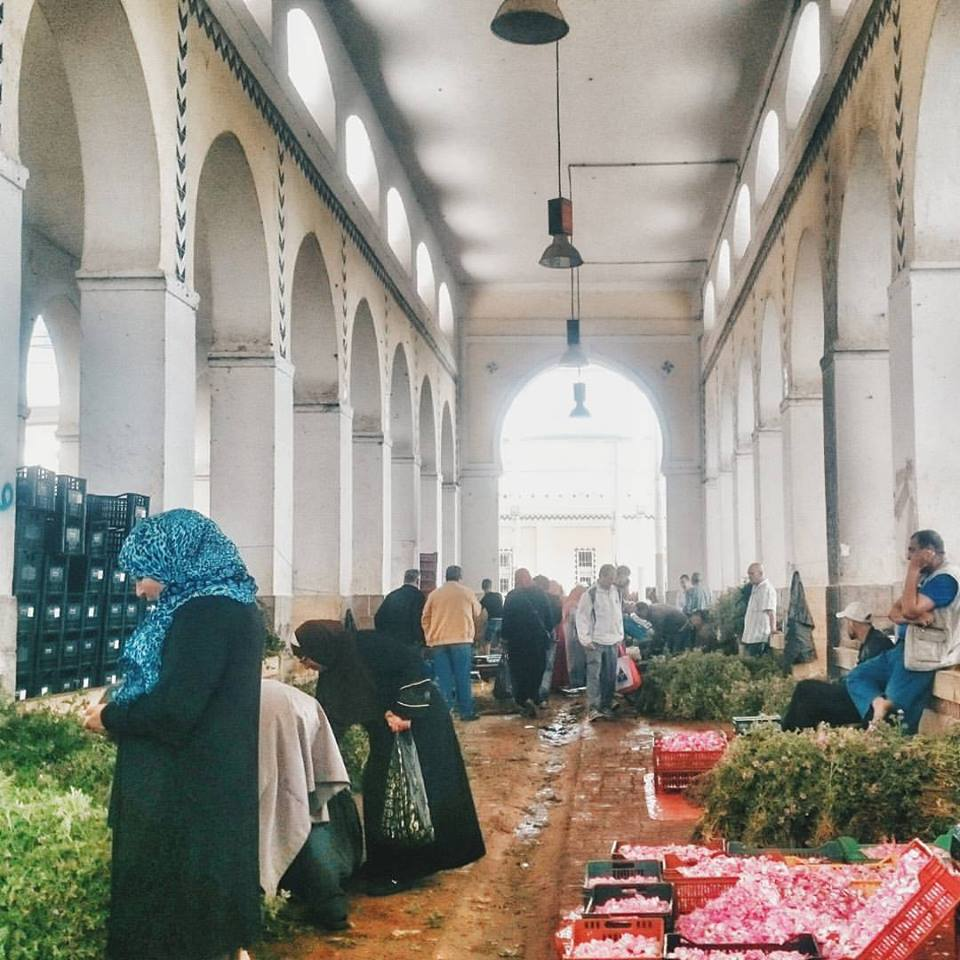
Mercat central de Tunis

Tunis exportava gra, oli d'oliva, llana, pell, cera, corall, peix, roba, catifes, armes i esclaus negres. Importava armes, ocells de caça, vi, perfums, espècies, plantes medicinals, lli, seda, cotó, molts tipus de roba, objectes de vidre, metall, joves i cànem.
Durant aquesta època la llei islàmica va desenvolupar una institució específica per a regular la moral col·lectiva o hisbah que incloïa l'ordre i la seguretat dels mercats públics, la supervisió de les transaccions comercials i tot allò que li estava relacionat. El mercat urbà solia ser un carrer ple de botigues que venien un mateix bé. L'oficial encarregat del mercat es deia muhtasib.
Per aconseguir ordre públic en els mercats urbans, el muhtasib s'encarregava de controlar el preu, les mesures i pesos, vetllar per la seguretat i monitorar el valor de les monedes. Els muhtasibs tenien un grup d'assistents conformat per un jutge i policies.
A començaments del segle xii van arribar immigrants musulmans i jueus provinents de l'Àndalus que van aportar molt de talent al país: comercial, tècniques agràries, manufactura i arts. El país va viure una època pròspera però a mitjans del segle xiv va començar a haver-hi un declivi econòmic degut a diversos factors. Sota l'emir Abu al-'Abbas va començar a declinar el rol comercial de Tunía i es va començar l'activitat corsària.

### Ibn Khaldun

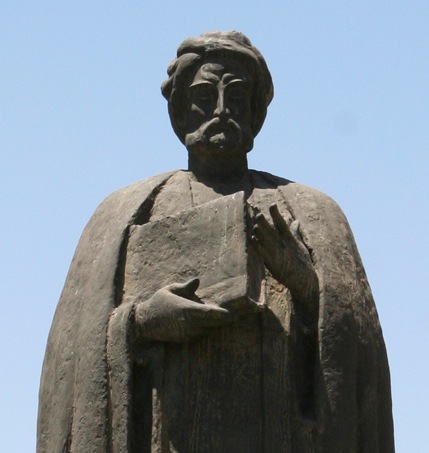
Estàtua d'Ibn Khaldun davant la Catedral de Sant Vicenç de Paül a Tunis

Ibn Khaldun fou un historiador, filòsof i polític àrab d'Ifríqiya que tenia origen andalusí. És considerat un dels fundadors de la historiografia, la sociologia i l'economia moderna. En la seva obra més coneguda, la Muqàddima (els prolegòmens de la seva obra més àmplia, el Kitab al-ibar o Llibre de l'evidència, registre dels indicis i esdeveniments dels dies dels àrabs, perses i berbers i els seus poderosos contemporanis) parla sobre la història universal posant atenció especial a la dels nòmades amazics i la seva relació amb les ciutats. En sociologia, explica el procés vers el sedentarisme dels pobles nòmades atrets per la vida urbana. Ibn Khaldun parla de la crisi i el canvi i es basa en trobar una explicació racional basada en l'aristotelisme i la seva classificació de les coses basada en l'existència de característiques comunes i l'aplica a l'estudi de la civilització humana. En economia, analitza la dinàmica dels mercats i els conceptes de població, preu, benefici i formació del capital.
Ibn Khaldum va néixer a Tunis el 1332, fill d'una família de classe alta d'origen andalusí, els Banū Khaldūn que havien emigrat a Ceuta després de la caiguda de Sevilla. Membres de la seva família ocuparen càrrecs polítics sota els hàfsides d'Ifríqiya. El seu avi fou ministre de finances. Després de viatjar a Fes el 1350, ciutat que era el principal centre de saviesa del Magrib, va esdevenir secretari diplomàtic del soldà Abu-Inan i el 1388 va anar a viure al Caire, on va ensenyar en universitats islàmiques i madrasses fins a la seva mort al 1406 als 73 anys.

## Cap a la dominació otomana

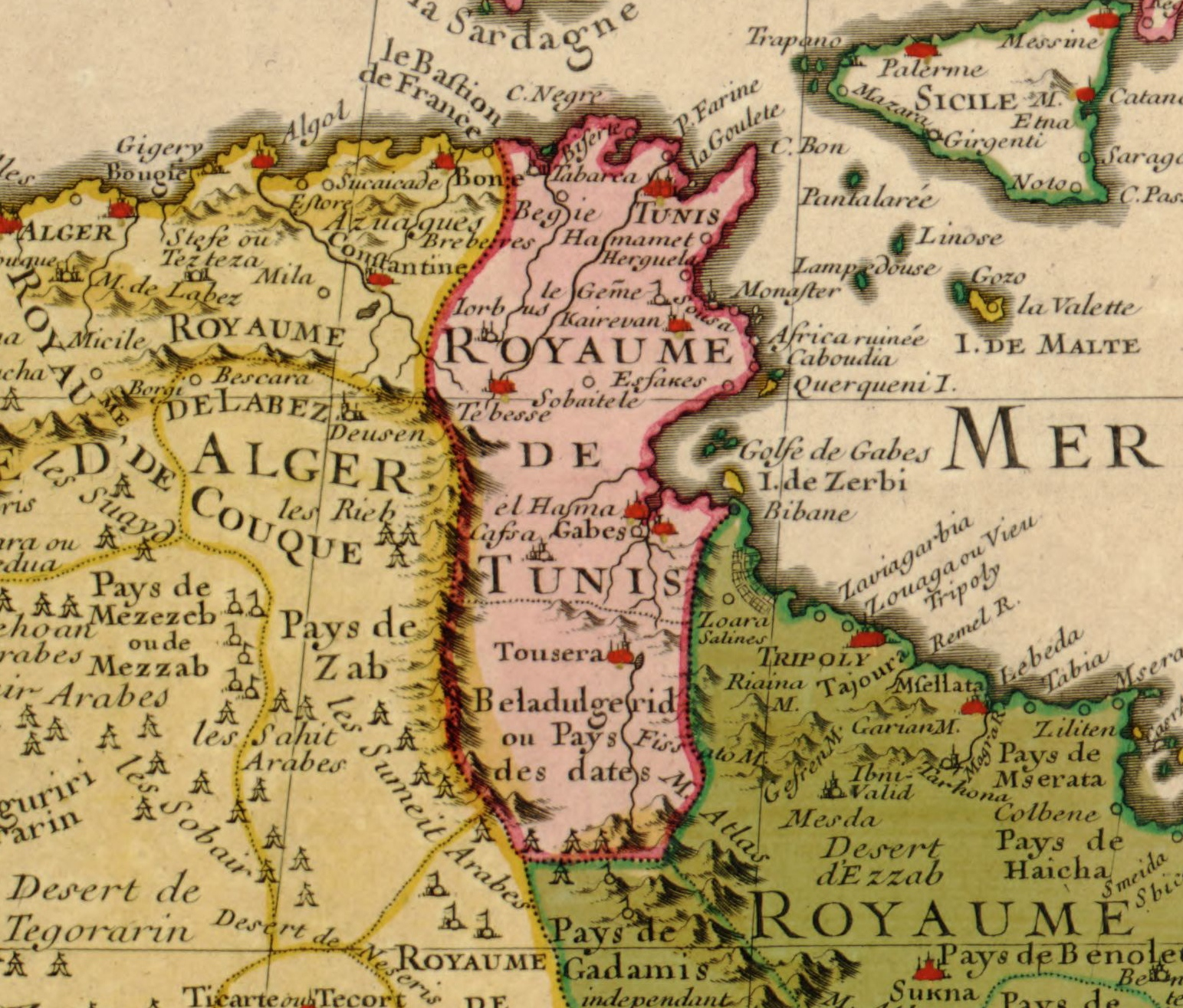
Mapa de la Regència de Tunis el 1707

El 1534, Khayr ad Din Barbarrosa es va apoderar de Tunis però va haver de fugir després que Carles V prengués la ciutat. Llavors el govern Otomà va decidir de dotar-se una flota important. El 1560 el corsari i almirall turc Turgut Reis va atacar a la Batalla de Gerba i el 1574 Tunis va caure definitivament sota l'Imperi Otomà. El 1575 Tunísia es va convertir en una província d'aquest imperi, tot i que, mentre els governadors només tenien poder en les ciutats, els beduïns continuaven vivint lliures. Foren Ali I i Hammuda Paixà, al segle xviii, els que van conquerir l'interior del país.
En el segle xvii Tunísia es va anar emancipant progressivament de la tutela otomana, ja que al Magrib hi havia pocs turcs i el seu rol polític va anar decreixent a favor dels locals. El paixà, representant del soldà otomà va esdevenir una figura honorífica i el poder fàctic estava en mans dels beis tunisians que eren part de la dinastia dels Husaynites fundada per Murad Bei el 1613. Aquesta època de Tunísia es coneix amb el nom de Regència de Tunis (Eyalet-i Tunus) i dura entre el 1574 i el 1705.